# San Saturnino
San Saturnino, även benämnd San Saturnino Martire, är en kyrkobyggnad och titelkyrka i Rom, helgad åt den helige martyren Saturninus av Karthago (död 304). Kyrkan är belägen vid Via Topino i Quartiere Trieste och tillhör församlingen San Saturnino.

## Historia
Kyrkan uppfördes efter ritningar av arkitekten Clemente Busiri Vici och konsekrerades år 1940. Absiden har en relief föreställande den helige Saturninus martyrium.

## Titelkyrka
Kyrkan stiftades som titelkyrka av påve Johannes Paulus II år 2003.
Kardinalpräster
- Rodolfo Quezada Toruño: 2003–2012
- John Olorunfemi Onaiyekan: 2012–